# リシュリュー川
リシュリュー川（リシュリューかわ、Richelieu River）は、カナダのケベック州を流れる全長約130kmの川である。シャンプレーン湖の北から流れ出し、ソレル・トラシでセントローレンス川に合流する。

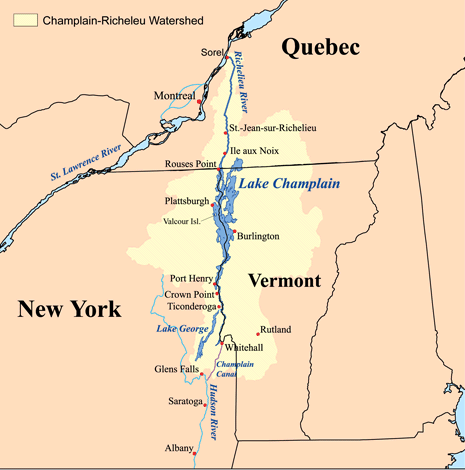
リシュリュー川流域

フランス人の探検家サミュエル・ド・シャンプランが1609年にヨーロッパ人で最初に河口に到達した。すでにイロコイ族の重要な交通路になっていたが、すぐにフランス人商人にとっても同様となった。彼らは川に沿って砦を作った。